# Minamiechizen (Fukui)
Minamiechizen (南越前町 Minamiechizen-chō?) es un pueblo localizado en la prefectura de Fukui, Japón. En octubre de 2019 tenía una población estimada de 10.135 habitantes y una densidad de población de 29,5 personas por km². Su área total es de 343,69 km².

## Geografía

### Localidades circundantes
- Prefectura de Fukui
  - Echizen
  - Echizen
  - Ikeda
  - Tsuruga
- Prefectura de Gifu
  - Ibigawa
- Prefectura de Shiga
  - Nagahama

## Demografía
Según los datos del censo japonés, esta es la población de Minamiechizen en los últimos años.
| 1995   | 2000   | 2005   | 2010   | 2015   |
| ------ | ------ | ------ | ------ | ------ |
| 13.616 | 13.221 | 12.274 | 11.551 | 10.799 |